# Видекич-Село
45°04′ пн. ш. 15°38′ сх. д. / 45.06° пн. ш. 15.63° сх. д.
Видекич-Село (хорв. Videkić Selo) — населений пункт у Хорватії, у Карловацькій жупанії у складі міста Слунь.

## Населення
Населення за даними перепису 2011 року становило 21 осіб.
Динаміка чисельності населення поселення: